# Yara International
Yara International ASA es una empresa internacional noruega de la industria química, cuya principal actividad es la conversión de la energía, los minerales y el nitrógeno del aire en productos agrícolas y soluciones para la industria. Su principal aplicación son los fertilizantes, además de productos industriales y soluciones medioambiantales para prevenir la contaminación del aire, mejorar la calidad del agua y controlar los olores desagradables.
En 1905 la compañía se estableció como Norsk Hydro y fue el primer productor mundial de fertilizantes minerales nitrogenados; el 25 de marzo de 2004 Norsk Hydro escindió a Yara International ASA como una empresa independiente. La empresa, con sede en Oslo, cotiza en la Bolsa de Valores de Oslo, emplea a más de 7.600 personas y tiene una facturación anual de unos 7.750 millones de euros con operaciones en más de 50 países.

## Historia
La historia de Yara comienza hace más de 100 años, cuando los industriales Sam Eyde, Kristian Birkeland y Marcus Wallenberg aprovecharon las grandes fuentes de energía hidráulica para producir el primer producto importante de la empresa: el fertilizante o abono mineral, que atrajo la atención mundial ya que permitía a los agricultores aumentar el rendimiento de sus cultivos.
Norsk Hydro fue fundanda tras una investigación avanzada impulsada por la necesidad de diversificar y desarrollar nuevas industrias. A pesar de que la fabricación de fertilizantes era satisfactoria, la compañía pronto se expandió en una amplia variedad de negocios que iban de fertilizantes a aceites y metales.
Pronto la empresa adoptó una perspectiva internacional, siendo enviado el primer pedido a China en 1913. En 1969, Norsk Hydro constituyó su primera joint venture con las autoridades de Catar. Con acceso a una fuente competitiva de gas y una ubicación estratégica en Oriente Medio, extendiendo el mercado global para la empresa.
En la década de los años 70 la empresa se estableció en Asia, Oriente Medio y América del Norte. Hasta mediados de los años 80 fue un período de rápido crecimiento, a través de la adquisición de las empresas de fertilizantes más importantes de Francia, Alemania, Holanda y el Reino Unido. A finales de la década de los 90 la empresa se estableció en Brasil y Sudáfrica.
En 2004, Hydro Agri se separó de Norsk Hydro y se convirtió en una compañía independiente llamada Yara International ASA. La compañía comenzó a cotizar en la Bolsa de Oslo el 25 de marzo de 2004.
Desde entonces, Yara ha seguido expandiendo su presencia global a través de inversiones en otros países, como Canadá, Libia, Australia y Suiza. La empresa es actualmente el proveedor líder mundial de fertilizantes minerales, con operaciones en más de 50 países, repartidas en seis continentes.

## Productos
Yara es una empresa química líder con operaciones en todo el mundo, que se extiende desde la producción de fertilizantes a las soluciones medioambientales. Los negocios principales de Yara son:
- La producción y el suministro de fertilizantes minerales para los productores de todo el mundo.
- La producción y suministro de productos químicos de nitrógeno para aplicaciones industriales.
- La producción y el suministro de CO2 y hielo seco, que se utiliza en las fabricación de bebidas, procesamiento de alimentos, caterings aéreos y en las industrias de transporte refrigerado.
- Desarrollo de soluciones ambientales, incluyendo soluciones de reducción de NOx para las instalaciones industriales, vehículos y embarcaciones, que ayudan a eliminar los gases tóxicos.
- Soluciones para la minería y los explosivos civiles.
- La producción y el suministro de la alimentación animal.

## Adquisiciones y expansiones recientes
En febrero de 2005, Yara compró una participación del 30% del productor de fertilizantes ruso, Minudobreniya OAO ("Rossosh"), integrando a Rossosh en la planificación y en las operaciones de marketing de Yara. 

En abril de 2006 tras constituir una joint venture en Burrup, Australia, se abre la planta de amoniaco. Yara actualmente tiene una participación del 35%.
En julio de 2006 Yara compró una participación intereado en el control en la distribución de fertilizantes de Brasil y en la empresa de marketing, Fertibras.
En septiembre de 2006 Yara compró el 50% de la sociedad mercantil Fertilizantes SA Balderton, con sede en Ginebra.
En mayo de 2007 Yara compró 30,05% de las acciones de una empresa de fertilizantes finlandesa Kemira GrowHow y se le hizo una oferta para comprar el resto.
En julio de 2008 Yara llegó a un acuerdo para adquirir al productor canadiense de nitrógeno Saskferco, el acuerdo se completó en octubre de 2008. Después de esto, la fábrica de fertilizantes situada en Belle Plaine comenzó a operar como Yara Belle Plaine Inc.
En febrero de 2009 Yara llegó a un acuerdo con la National Oil Corporation de Libia (NOC) y las Autoridades de Inversiones (LIA), por lo que se crea la empresa conjunta Lifeco, en la que Yara posee una participación del 50%.
En septiembre de 2009 Yara inició la construcción de una nueva planta de Urea en Sluiskil, Países Bajos.
En octubre de 2009, QAFCO, en la que Yara tiene 25% del capital accionario, firmó una carta de intenciones para la construcción del proyecto de expansión QAFCO-6. El proyecto incluye la construcción de una planta de urea con una capacidad total de producción diaria de 3.850 toneladas.
En enero de 2010, Yara adquiere el 50% restante de los abonos Balderton.
En octubre de 2014 adquiere la empresa Abonos Colombianos (ABOCOL), principal empresa fertilizante de Colombia, con la transacción de 377 millones de dólares la multinacional duplicará sus ventas en Latinoamérica. La fusión se hará a partir de abril de 2015.